# L'altra cara: la relació secreta entre el nazisme i el sionisme
L'altra cara: la relació secreta entre el nazisme i el sionisme (títol original en àrab: الوجه الآخر: العلاقات السرية بين النازية والصهيونية, Al-wajh al-āẖar: al-ʿalāqāt as-sirriyya bayn an-nāziyya wa-ṣ-ṣihyūniyya) és un llibre de Mahmud Abbas, publicat el 1984 en àrab i tornat a publicar el 2011. Es basa en la seva tesi defensada el 1982 a la Universitat Patrice Lumumba (ara Universitat de l'Amistat dels Pobles de Rússia) sota el títol La connexió entre els nazis i els líders del moviment sionista, i defensada a l'Institut d'Estudis Orientals de l'Acadèmia de Ciències Soviètica. La tesi central del llibre és que el moviment sionista i els seus líders van ser «col·laboradors fonamentals» dels nazis i igualment responsables de l'⁣Holocaust.
El revisionisme de l'Holocaust d'Abbas no negà que l'Holocaust va passar o que sigui un dels pitjors crims de la història. La pregunta que es plantejà és qui era el culpable; afirmant que culpar als nazis era només «la meitat de la veritat». Segons Abbas, els sionistes van col·laborar en matar un gran nombre de jueus europeus per tal d'animar la resta a abraçar el sionisme i emigrar a Palestina. El llibre fa referència a l'⁣Acord de Haavara, en què el Tercer Reich va acordar amb l'⁣Agència Jueva facilitar l'emigració jueva alemana al Mandat britànic de Palestina. Suggereix que el segrest, el judici i la posterior execució per part d'Israel d'⁣Adolf Eichmann, el nazi d'alt rang que va ser l'arquitecte principal de l'Holocaust, va ser una operació d'encobriment. Eichmann estava en procés de revelar la implicació dels sionistes en la realització de l'Holocaust a la revista nord-americana Life i, per tant, va ser silenciat, diu Abbas al llibre.
Fins ara Abbas no ha renunciat a les tesis exposades a L'altra cara i el llibre segueix sent fins avui (gener de 2021) promogut pel lloc web oficial de la presidència palestina i per l'ambaixada de Palestina.

## Tesi doctoral a la Universitat Patrice Lumumba
Abbas va assistir a la Universitat Patrice Lumumba per preparar i presentar la seva tesi doctoral. El director de l'institut en aquell moment, Yevgeny Primakov, un dels cervells soviètics de les mesures actives i la investigació acadèmica, com l'operació INFEKTION, va donar suport a un especialista soviètic en Palestina, Vladimir Ivanovich Kisilev, com a assessor de la tesi d'Abbas. Entre ells dos es comunicaven principalment en anglès i àrab. En una entrevista a la revista Kommersant vint anys després, Kisilev recordava Abbas com un estudiant de postgrau ben preparat, que va arribar a Moscou amb un tema de recerca ja escollit i una gran quantitat de material ja preparat.
El títol de la tesi d'Abbas és La connexió entre els nazis i els líders del moviment sionista o, en rus, Связи между сионизмом и нацизмом. 1933–1945.

## Contingut de la tesi i del llibre
La tesi del llibre és que el moviment sionista i els seus líders van ser els socis dels nazis en la planificació i la realització de l'⁣Holocaust. Basant el plantejament en l'⁣Acord d'Haavara de 1933, en què el Tercer Reich va acordar amb l'⁣Agència Jueva permetre als jueus emigrar d'Alemanya directament a Palestina, cosa que Abbas veu en la seva obra com una prova de col·laboració.

Segons Abbas, els sionistes van treballar amb Hitler per fer que Europa fos inhabitable per als jueus per obligar-los a traslladar-se a Palestina:
| « | (anglès) The Zionist movement led a broad campaign of incitement against the Jews living under Nazi rule to arouse the government's hatred of them, to fuel vengeance against them and to expand the mass extermination. | (català) El moviment sionista va liderar una àmplia campanya d'incitació contra els jueus que vivien sota el domini nazi per despertar l'odi del govern cap a ells, per alimentar la venjança contra ells i per ampliar l'extermini massiu. | » |

Segons la tesi d'Abbas, les potències occidentals que van guanyar la guerra i van condemnar els nazis per crims de guerra en els judicis de Nuremberg van optar per amagar la participació sionista en l'Holocaust:
| « | (anglès) They used the details, events and crimes as they liked, and ignored everything they wanted to ignore … Eventually they accused the leaders of Nazism of all the crimes that occurred during that war, and persecuted [them] for an unlimited period, without any statute of limitations … thus these countries only dealt with half of the truth, and neglected – deliberately – the second half. | (català) Van utilitzar els detalls, els esdeveniments i els crims com els agradaven, i van ignorar tot el que volien ignorar... Finalment, van acusar els líders del nazisme de tots els crims ocorreguts durant aquella guerra, i els van perseguir durant un període il·limitat, sense cap estatut de limitacions... per tant, aquests països només van tractar la meitat de la veritat i van descuidar, deliberadament, la segona meitat. | » |

Abbas descriu el nombre de jueus assassinats a l'Holocaust nazi, tal com van acordar els historiadors principals, en sis milions, com una "mentida fantàstica", i en el llibre, va escriure:
| « | (anglès) It seems that the interest of the Zionist movement, however, is to inflate this figure so that their gains will be greater. This led them to emphasize this figure [six million] in order to gain the solidarity of international public opinion with Zionism. Many scholars have debated the figure of six million and reached stunning conclusions — fixing the number of Jewish victims at only a few hundred thousand. | (català) Sembla que l'interès del moviment sionista, però, és inflar aquesta xifra perquè els seus guanys siguin més grans. Això els va portar a emfatitzar aquesta xifra [sis milions] per tal de guanyar-se la solidaritat de l'opinió pública internacional amb el sionisme. Molts estudiosos han debatut la xifra dels sis milions i han arribat a conclusions sorprenents: fixant el nombre de víctimes jueves en només uns centenars de milers. | » |

Abbas cita l'historiador Raul Hilberg per donar suport a les seves al·legacions que menys d'un milió de jueus van ser assassinats. Tanmateix, Rafael Medoff, de l'Institut David S. Wyman d'Estudis de l'Holocaust, va negar l'afirmació que "l'historiador i autor, Raoul Hilberg, pensa que la xifra no supera els 890.000", i va dir que això és "totalment fals". Va escriure que "el professor Hilberg, un distingit historiador i autor de l'estudi clàssic La destrucció dels jueus europeus, mai no ha dit ni escrit res semblant".
En el llibre Abbas planteja dubtes sobre l'existència de les cambres de gas, citant l'historiador negacionista de l'Holocaust Robert Faurisson, sobre la inexistència de les cambres de gas.
| « | (anglès) in a scientific study published by French professor Robert Faurisson, he attacked the existence of such chambers for those alleged purposes [to kill jews], and stated with certainty that they were solely for cremating bodies, for fear of the spread of disease and bacteria in nearby areas. | (català) en un estudi científic publicat pel professor francès Robert Faurisson, va atacar l'existència d'aquestes cambres amb aquells suposats propòsits [matar jueus], i va afirmar amb certesa que només eren per cremar cossos, per por a la propagació de malalties i bacteris a zones properes. | » |

Una enquesta global sobre la negació de l'Holocaust, publicada pel David S. Wyman Institute for Holocaust Studies el 2004, descriu el llibre com a «negacionista de l'Holocaust».

## Polèmica política i aclariments d'Abbas
Després que Abbas fos nomenat primer ministre de l'⁣Autoritat Palestina el 2003, les Forces de Defensa d'Israel van eliminar fragments del llibre d'Abbas del seu lloc web, incloses cites que qüestionaven l'ús de les cambres de gas i parlaven de menys d'un milió de víctimes.
Abbas va ser acusat de negació de l'Holocaust, ja que en el llibre argumentava que els sionistes van crear «el mite» de sis milions de jueus assassinats, que ell anomena «mentida fantàstica».
En una entrevista de maig de 2003 al diari Haaretz, Abbas va declarar:
| « | (anglès) I wrote in detail about the Holocaust and said I did not want to discuss numbers. I quoted an argument between historians in which various numbers of casualties were mentioned. One wrote there were twelve million victims and another wrote there were 800,000. I have no desire to argue with the figures. The Holocaust was a terrible, unforgivable crime against the Jewish nation, a crime against humanity that cannot be accepted by humankind. The Holocaust was a terrible thing, and nobody can claim I denied it. | (català) Vaig escriure detalladament sobre l'Holocaust i vaig dir que no volia parlar de xifres. He citat una discussió entre historiadors en què s'esmentaven diversos nombres de víctimes. Un va escriure que hi havia dotze milions de víctimes i un altre va escriure que n'hi havia 800.000. No tinc ganes de discutir amb les xifres. L'Holocaust va ser un crim terrible i imperdonable contra la nació jueva, un crim contra la humanitat que no pot ser acceptat per la humanitat. L'Holocaust va ser una cosa terrible, i ningú pot afirmar que ho vaig negar. | » |

En una entrevista del 2003 a The New York Times, Abbas va declarar: «Quan vaig escriure L'altra cara... estàvem en guerra amb Israel. Avui dia no hauria fet aquelles observacions».
En una entrevista a l'agència de notícies Ma'an el 2013, Abbas va defensar la seva tesi doctoral sobre la relació entre els sionistes i els nazis i va dir que «interpel·la qualsevol persona que pugui negar que el moviment sionista tingués vincles amb els nazis abans de la Segona Guerra Mundial».